# Société de masse
Pour les articles homonymes, voir Masse (homonymie).

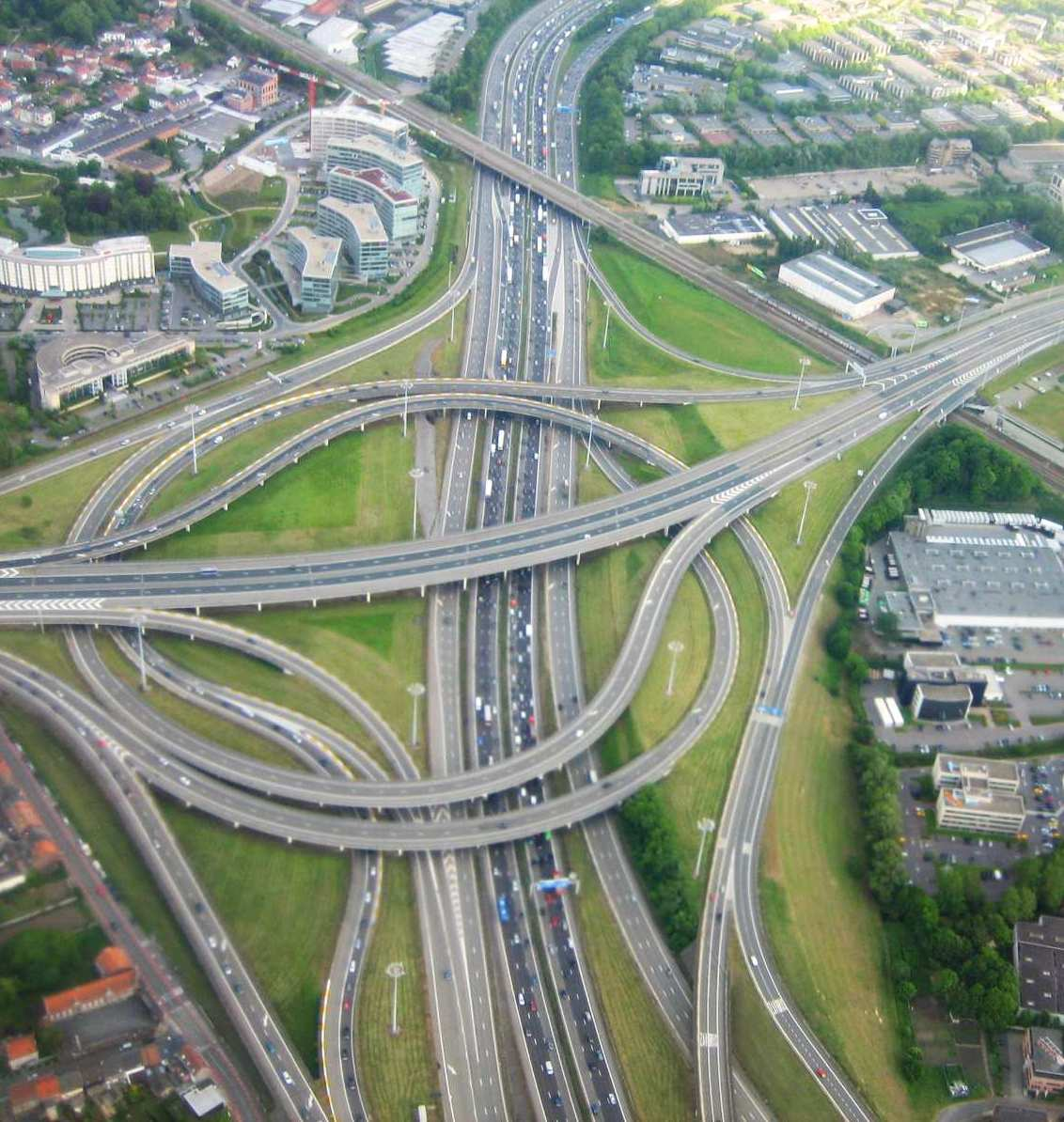
La poussée démographique, l'urbanisation, le développement de la presse, l'évolution exponentielle des techniques (surtout celle des transports et des communications)... constituent les principaux facteurs déclencheurs de la massification de la société.

Société de masse est une expression forgée dans les années 1950 par des sociologues (essentiellement américains) pour qualifier le monde contemporain depuis l'apparition de l'industrialisation, à la fin du XVIIIe siècle. Plus largement, elle renvoie aux idées de culture de masse et de médias de masse.
Dans les années 1970, elle tend à s'effacer au profit des expressions « société de consommation » et « société post-industrielle ».

## Origines de l'expression et de la notion

### XVIIIesiècle
Depuis la Révolution française, le terme « masse » est utilisé pour désigner un nombre de personnes important mais — à la différence du mot « foule » — indéfini (l'expression « se lever en masse », en particulier, date de 1793). Il peut se définir comme « un ensemble de personnes envisagé comme une totalité » et par conséquent comme un synonyme du mot « peuple ».

### XIXesiècle
En 1821, Maine de Biran parle de « masses populaires ».

#### Tocqueville

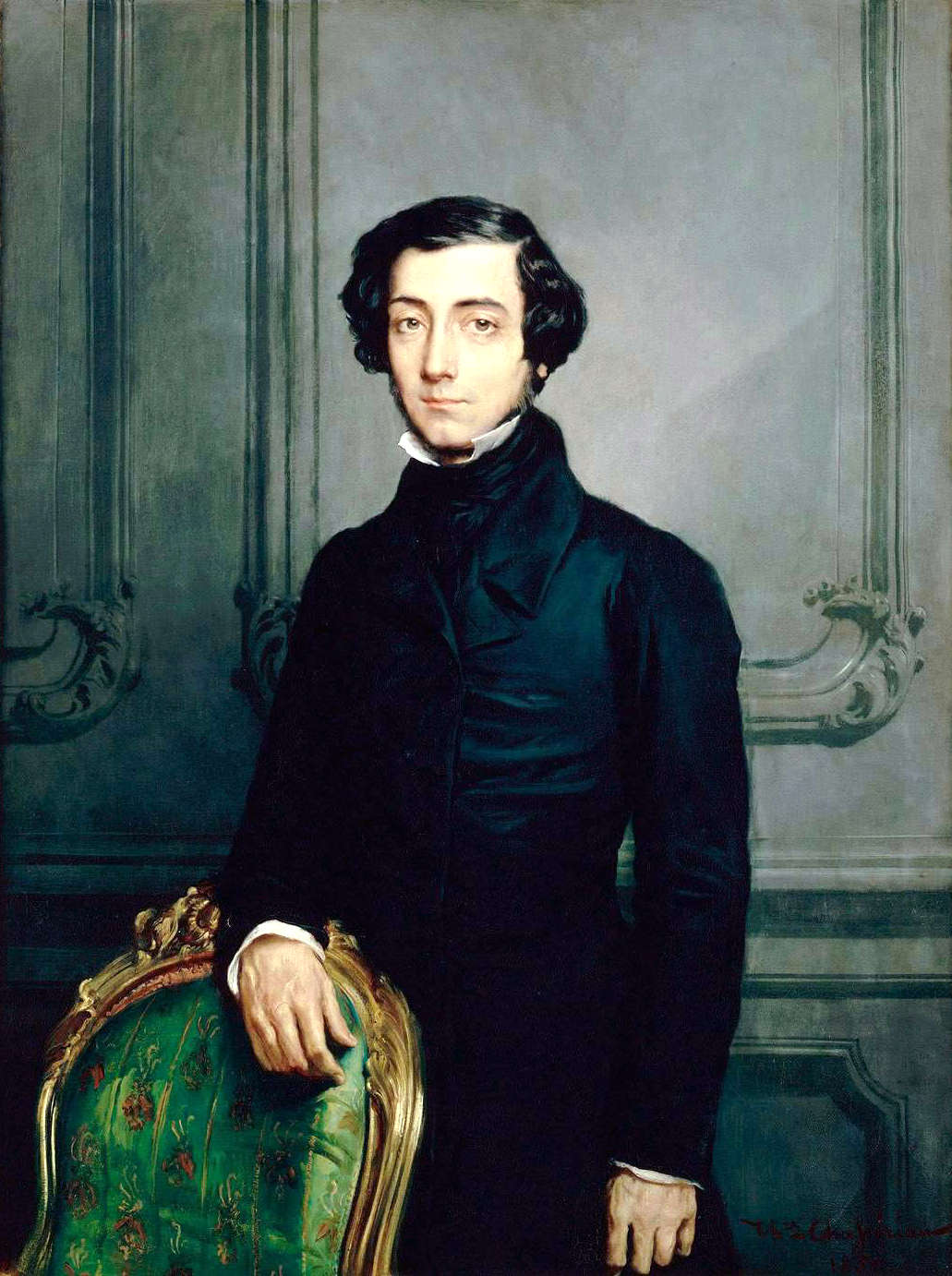
Tocqueville

Dans les années 1830, Alexis de Tocqueville s'inquiète de la perte de liberté des individus en régime démocratique. Celui-ci se caractérise en effet par une règle qui veut que, par le vote, toute décision est celle choisie par le plus grand nombre, même si, en définitive, elle a de grandes chances de ne pas satisfaire l'intérêt général puisqu'une majorité est capable de se constituer dans le seul but de défendre ses intérêts personnels. L'esprit critique est d'autant plus menacé que la gestion de la nation est si complexe que les individus sont contraints de déléguer leurs responsabilités à l'État et de se replier sur eux-mêmes. Or ce qui renforce cet individualisme, c'est que ces individus recherchent éperdument le bien-être et s'en remettent à l'État pour qu'il leur procure de toutes les façons possibles.
Risquent alors de se produire deux phénomènes en apparence contradictoires mais en réalité corrélés : la montée en puissance de l'individualisme et la constitution d'une société où les individus ne sont plus vraiment libres car trop dépendants de l'État :

« L'individualisme est un sentiment réfléchi qui dispose chaque citoyen à s'isoler de la masse de ses semblables de telle sorte que, après s'être créé une petite société à son usage, il abandonne volontiers la grande société à elle-même. »

En choisissant de se replier sur ce que Tocqueville appelle « la petite société », les individus renoncent à exercer leurs prérogatives de citoyen.

#### La sociologie

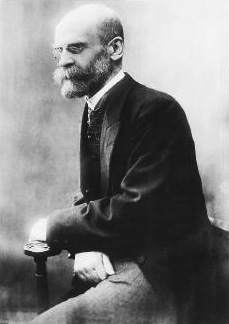
Durkheim

À la fin du siècle, quand émerge la sociologie, se développent les premières réflexions sur le comportement des individus à l'ère industrielle.
En 1887, l'Allemand Ferdinand Tönnies estime qu'aux liens de nature individuelle, fondés sur la communauté traditionnelle, se substitueraient des liens d'ordre rationnel fondés sur le contrat et l'intérêt de la société moderne.
En 1893, Émile Durkheim exprime lui aussi une inquiétude sur la cohésion sociale au fur et à mesure que s'accentuent le processus d'industrialisation et d’urbanisation. Plus précisément, il s'interroge sur l'évolution du lien social du fait du processus croissant de la division du travail et de la production en série ou production de masse.
En 1895, dans son livre Psychologie des foules, Gustave Le Bon (pionnier de la psychologie sociale) souligne non seulement que le comportement d'un individu peut différer sensiblement quand il est dans une foule ou quand il est isolé  : « peu aptes au raisonnement, les foules sont au contraire très aptes à l'action ». La foule, selon Le Bon, est distincte du simple agrégat d'individus. « Dans certaines circonstances, et seulement dans ces circonstances, une agglomération d'hommes possède des caractères nouveaux fort différents de ceux des individus composant cette agglomération. La personnalité consciente s'évanouit, les sentiments et les idées de toutes les unités sont orientés dans une même direction ».

### XXesiècle
En 1901, Gabriel Tarde, qui a beaucoup correspondu avec Le Bon, publie L'opinion et la foule, où il écrit : « des milliers d'individus séparés peuvent à un moment donné, sous l'influence de certaines émotions violentes, un grand événement national par exemple, acquérir les caractères d'une foule psychologique ».
En 1904, dans La foule et le public, le sociologue américain Robert E. Park, passionné par le phénomène de l'urbanisation, théorise la notion d'espace public. Il guidera l'École de Chicago, laquelle influencera les analyses et les pratiques des sociologues pendant des décennies.

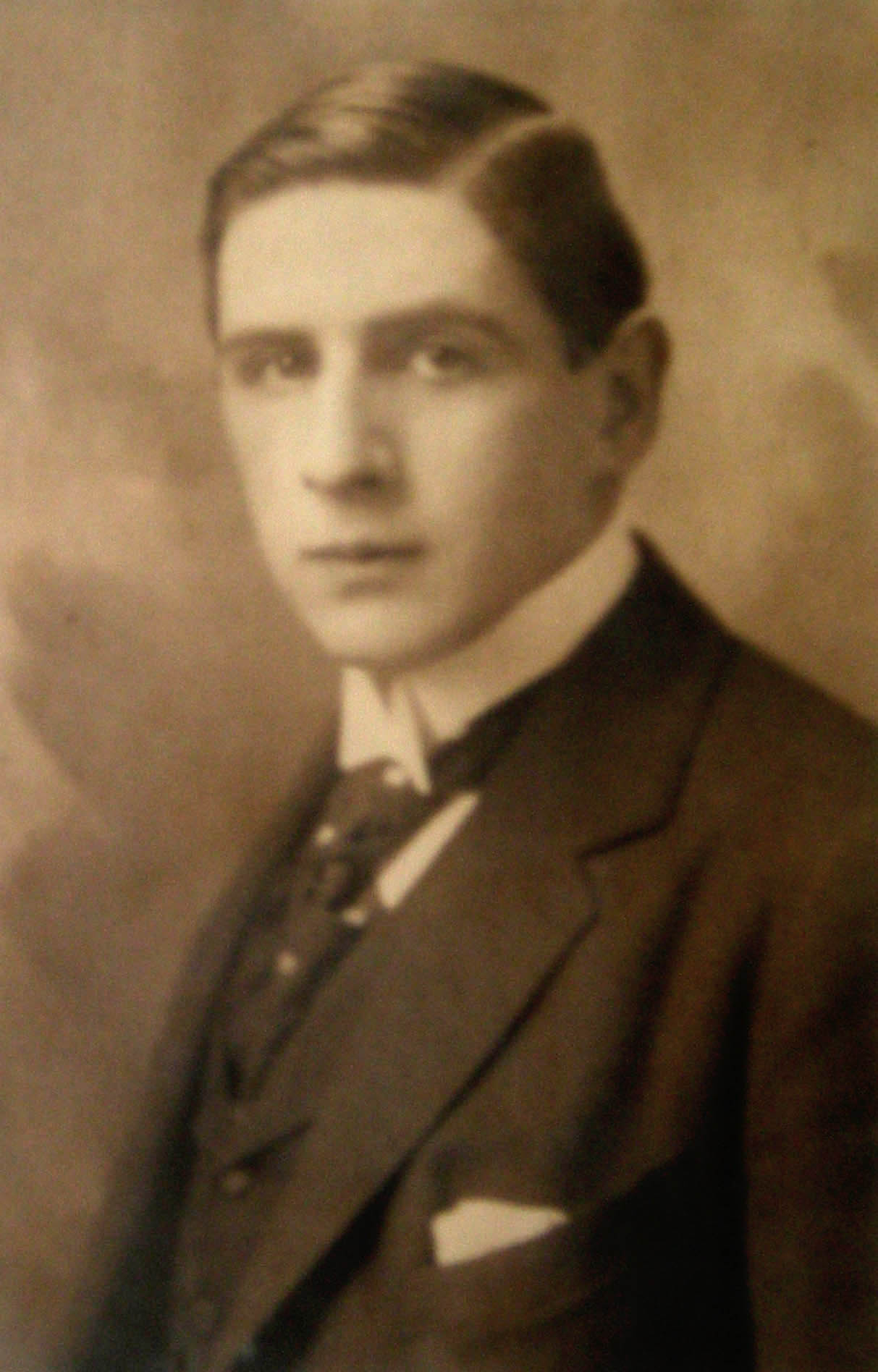
Hermann Broch (ici en 1909) dénonce « la folie des masses ».

Les recherches s'accentuent dans les années 1920 :
- En 1921, Sigmund Freud (fondateur de la psychanalyse) écrit Psychologie des masses et analyse du moi.
- En 1922, le journaliste américain Walter Lippmann forge les notions d'opinion publique et de stéréotype.
- En 1929, dans La Révolte des masses, l'Espagnol José Ortega y Gasset en vient à dénoncer les "ravages de la démocratie".

L'avènement des grands régimes totalitaires (le communisme en URSS, le fascisme en Italie, puis le nazisme en Allemagne), rendus possibles par une organisation de masse sans précédent, orientent le débat sur la massification de la société. Victimes du nazisme (en tant que Juifs) et émigrés aux États-Unis, les Allemands Emil Lederer (L'esprit des masses, 1939) et Hermann Broch (La folie des masses, rédigé durant les années 1940) estiment que, dès lors qu'ils ne se différencient pas psychologiquement de la population dans laquelle ils sont immergés, les individus contribuent à la naissance des dictatures :

« Le totalitarisme est un système politique moderne qui repose sur des masses amorphes […] ; c’est un régime basé sur l’enthousiasme de masses amorphes. Les masses forment la substance d’un mouvement et, à travers le mouvement, elles s’institutionnalisent; et en leur qualité de masses désormais institutionnalisées, elles portent le dictateur au pouvoir et l’y installent. »

L'année 1951 est décisive :

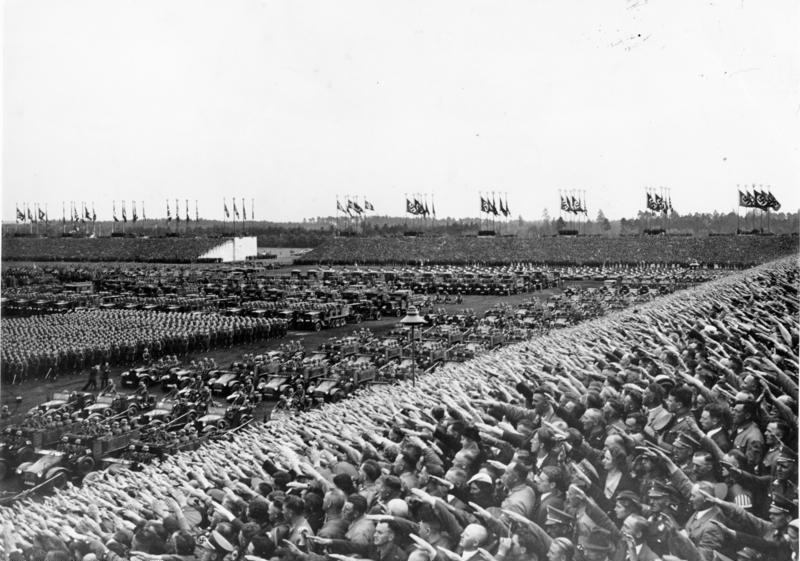
Rassemblement nazi à Nuremberg en 1936

- Hannah Arendt reprend et développe les analyses de Lederer et Broch dans Les origines du totalitarisme. Selon elle, le totalitarisme est avant tout une dynamique de destruction de la réalité et des structures sociales, un mouvement « international dans son organisation, universel dans sa visée idéologique, planétaire dans ses aspirations politiques. » Il se distingue du despotisme par le fait qu'il vise la destruction de tout espace politique, la transformation totale de la société en une masse homogène et dépourvue d'initiative et l'extermination des groupes humains qui sont censés entraver la réalisation de ce but. Arendt insiste sur le fait qu'un régime totalitaire ne peut survivre que s'il possède la confiance des masses.
- En France, le politologue français Maurice Duverger établit une distinction entre partis de cadres et partis de masses, typologie axée sur une dichotomie qu'il établit entre "classe bourgeoise" et "classe populaire"[14].
- Enfin, l'Américain Philip Selznick, chercheur en sociologie du droit, utilise pour la première fois l'expression « société de masse » (mass society) [15]. Selon lui, on peut distinguer deux groupes d'intellectuels s'exprimant sur cette question : le premier, qui comprend entre autres José Ortega y Gasset et Karl Mannheim, focalise son attention sur la baisse d'audience des élites, qui étaient autrefois les seules à porter la culture ; le second groupe (principalement représenté par Emil Lederer, Erich Fromm, et Sigmund Neumann) affirme que l'on est entré dans "l'ère de l'homme de masse", qui résulte d'une certaine désintégration sociale : les liens à la famille, à l'Église ou aux structures politiques traditionnelles s'affaiblissant, il se produit une atomisation de la société.

En 1953, toujours aux États-Unis, émerge le concept de « culture de masse » puis, deux ans plus tard, celui de « communication de masse ».
C'est alors que l'expression « société de masse » gagne la France. En 1954, Jacques Ellul écrit :

« C'est une banalité de dire que la société contemporaine devient une société de masse. Le "processus de massification", "l'avènement des masses" sont des phénomènes bien connus et bien étudiés. Mais ce que l'on semble moins bien concevoir aujourd'hui, c'est que l'homme de notre temps n'est pas spontanément adapté à cette nouvelle forme. Dans une très grande mesure, les sociétés antérieures à la nôtre prenaient leur caractère des hommes qui les composaient. Les conditions économiques ou techniques imposaient certes certaines structures sociologiques mais l'homme était en étroit accord avec elles, et la forme de la société exprimait correctement la psychologie des hommes considérés individuellement. Or ceci ne me parait plus exact : le processus de massification n'a point lieu parce que l'homme actuel est "l'homme des masses" mais pour des raisons techniques. Dans ce cadre nouveau, qui s'impose à lui, l'homme devient "homme des masses" parce qu'il ne peut rester longtemps en désaccord avec son milieu. Et les recherches récentes de sociologie psychanalytique montrent précisément le hiatus entre l'homme et la société. »

## Approches

### C. Wright Mills
En 1956, dans The Power Elite,, le sociologue américain C. Wright Mills écrit :

« Pour distinguer le public et la masse, le plus facile est de comparer leurs modes de communication dominants : dans une communauté de publics, la discussion est le moyen de communication primordial, et les médias de masse, s’ils existent, ne font qu’élargir et animer la discussion, en reliant un public primaire aux discussions d’un autre. Dans une société de masse, les médias organisés sont le type de communication dominant, et les publics se transforment en marchés de médias, formés de tous les hommes exposés au contenu des divers médias. Quel que soit le point de vue adopté, nous nous rendons compte, quand nous regardons le public, que nous avançons à grands pas vers la société de masse. »

### Günther Anders
La même année, Günther Anders écrit ces lignes :

« Les considérations de Le Bon sur la transformation de l'homme par les situations de masse sont désormais caduques, puisque l'effacement de la personnalité et l'abaissement de l'intelligence sont déjà accomplis avant même que l'homme ne sorte de chez lui. Diriger les masses dans le style Hitler est désormais inutile : si l'on veut dépersonnaliser l'homme (et même faire en sorte qu'il soit fier de n'avoir plus de personnalité) on n'a plus besoin de le noyer dans les flots de la masse ni de le sceller dans le béton de la masse. L'effacement, l'abaissement de l'homme en tant qu'homme réussissent d'autant mieux qu'ils continuent à garantir en apparence la liberté de la personne et les droits de l'individu. »

### C. G. Jung
En 1957, dans Présent et avenir, le psychanalyste suisse Carl Gustav Jung estime que si les individus en viennent à se fondre dans des masses, c'est parce qu'ils projettent sur l'État un désir inconscient d'être pris intégralement en charge par lui :

« (De plus en plus) la responsabilité morale de l'individu est remplacée par la raison d'État. (…). À la place d'une différenciation morale et spirituelle de l'individu surgissent la prospérité publique et l'augmentation du niveau de vie. Dans cette perspective, le but et le sens de la vie individuelle ne résident plus dans le développement et la maturation de l'individu, mais dans l'accomplissement d'une raison d'État, imposée à l'homme du dehors (…). L'individu se voit de privé de plus en plus des décisions morales, de la conduite et de la responsabilité de sa vie. En contrepartie, il est, en tant qu'unité sociale, régenté, administré, nourri, vêtu, éduqué, logé dans des unités d'habitation confortables et conformes, amusé selon une organisation des loisirs préfabriquée… l'ensemble culminant dans une satisfaction et un bien-être des masses, qui constitue le critère idéal. »

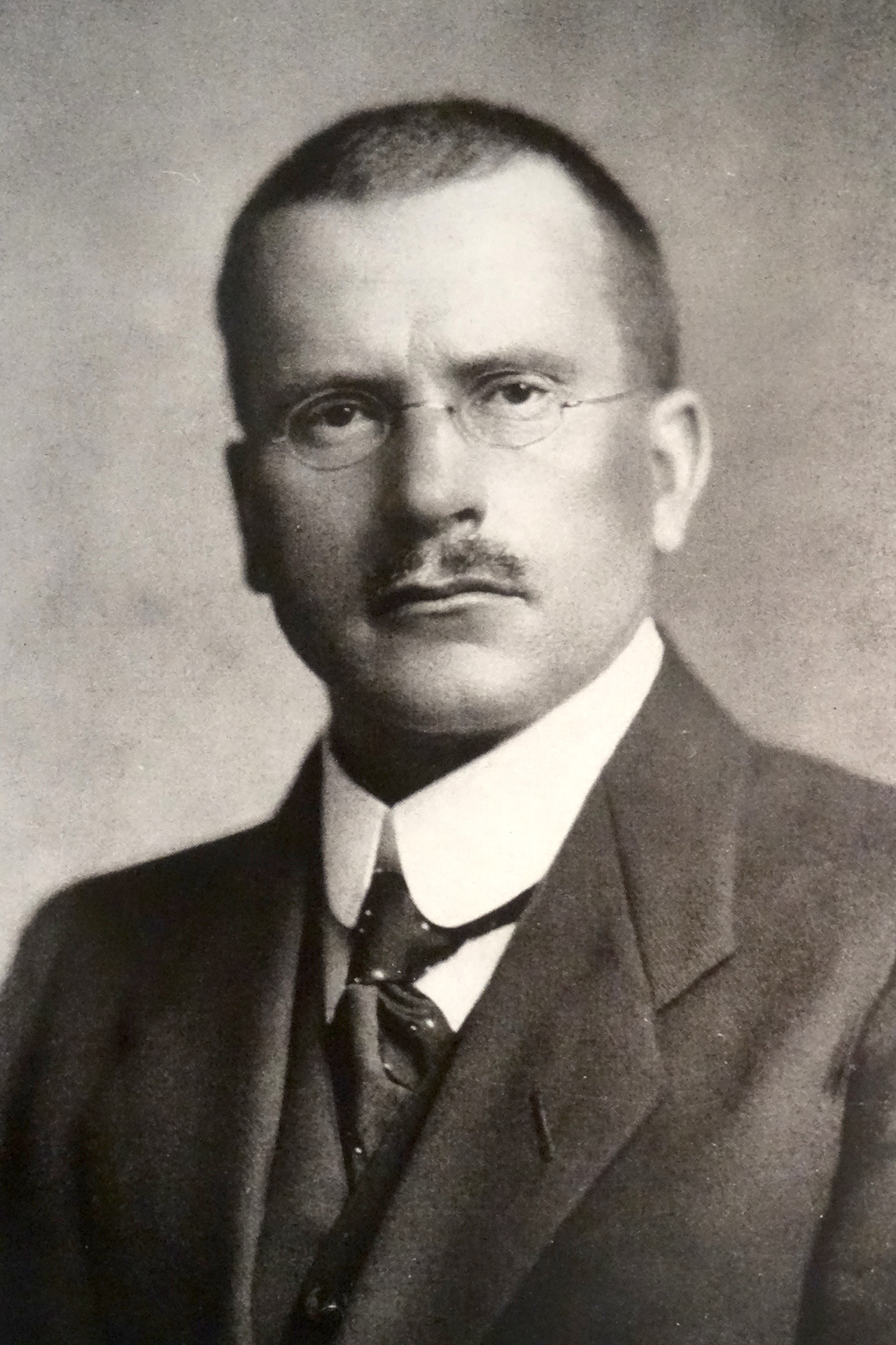
Carl Gustav Jung

Pour ne pas se fondre dans la masse, précise t-il, il faudrait que chaque individu entreprenne un travail d'introspection, qu'il appelle processus d'individuation.

« Seul peut résister à une masse organisée le sujet qui est tout aussi organisé dans son individualité que l'est une masse. »

### Arthur W. Kornhauser
En 1959, dans The Politics of Mass Society, le psychologue Arthur William Kornhauser (en) écrit :

« La théorie la plus satisfaisante concernant la vulnérabilité des systèmes sociaux à la politique de masse est la théorie de la société de masse. Cette théorie a deux versions majeures. L'une, que l'on peut appeler la critique aristocratique, affirme que la cause première de la politique de masse réside dans le fait que les élites ont perdu l'exclusivité du pouvoir à cause de la montée de la participation populaire dans les centres vitaux de la société. Selon cette version de la théorie de la société de masse, le principal danger pour l'ordre politique et la liberté civile est la domination des élites par les masses. L'autre version que l'on peut appeler la critique démocratique, insiste sur la vulnérabilité des masses face à la domination des élites. Ce danger pour l'ordre politique et la liberté civile est considéré comme le résultat de l'atomisation de la société et de la montée des élites capables de mobiliser des individus isolés et indépendants. Une combinaison de ces deux versions produit une théorie plus solide qu'aucune d'entre elles prises séparément. Cette théorie mixte de la société de masse recherche les causes de la politique de masse dans toute la structure sociale (élites et non-élites), en particulier dans la structure des groupes intermédiaires entre l'État et la famille. La « société de masse » est alors traitée comme une catégorie abstraite. La question est toujours de savoir à partir de quel degré une société donnée devient une « société de masse ». Une société est une société de masse dans la mesure où ces deux données, les élites et les non-élites, sont directement accessibles l'une à l'autre en raison de la faiblesse des groupes capables de les médiatiser. Aussi longtemps que ces conditions prévalent, ni les élites ni les non-élites ne sont capables d'empêcher une activité politique répandue en dehors des réseaux institués. »

### Elias Canetti

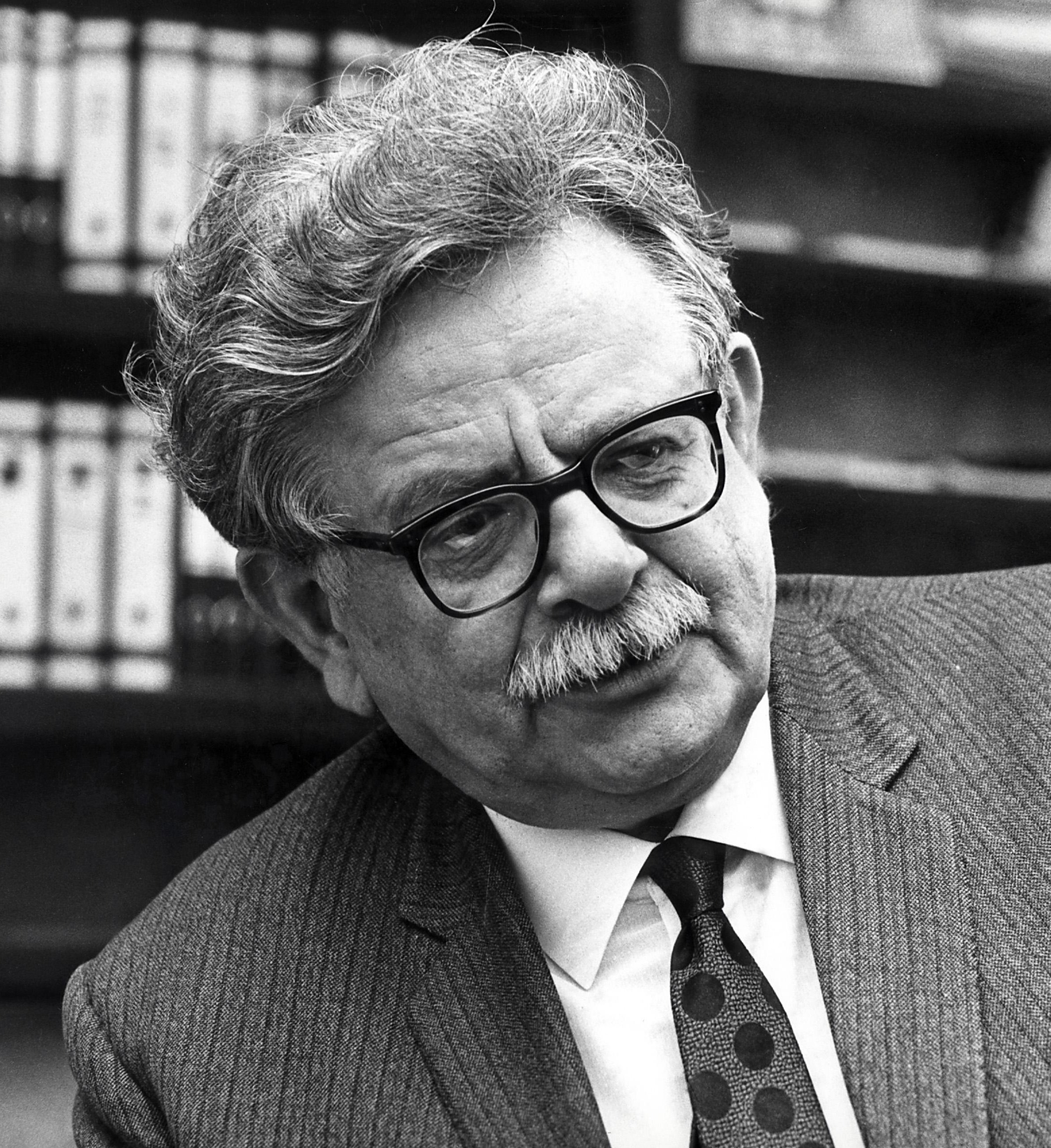
Elias Canetti

En 1960, Masse et Puissance (Masse und Macht) est l'œuvre principale de l'écrivain Elias Canetti qui obtiendra plus tard le prix Nobel de littérature.
Le livre se situe au carrefour de l'anthropologie, de la psychologie sociale, de l'ethnologie, de la philosophie et du mythe et se démarque catégoriquement des concepts classiques de la psychologie des masses forgés par Gustave Le Bon et Sigmund Freud.
La thèse du livre peut se résumer ainsi :

« Il n'est rien que l'homme redoute davantage que le contact de l'inconnu. Ceci à l'origine comme aujourd'hui. D'où la phobie ne tout contact, qui ne nous quitte pas même quand nous nous mêlons aux gens. Mais pour vaincre cette peur, une issue existe : c'est dans la masse seulement que l'homme peut être libéré de cette phobie du contact. C'est la seule situation dans laquelle phobie s'inverse en son contraire". »

### Hannah Arendt

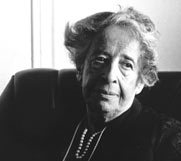
Hannah Arendt

En 1961, dans son livre Between Past and Future (traduit plus tard sous le titre La Crise de la culture), Hannah Arendt écrit :

« La société de masse (…) est essentiellement une société de consommateurs, où le temps du loisir ne sert plus à se perfectionner ou à acquérir une meilleure position sociale, mais à consommer de plus en plus, à se divertir de plus en plus (…) Croire qu'une telle société deviendra plus "cultivée" avec le temps et le travail de l'éducation, est, je crois, une erreur fatale (…) l'attitude de la consommation, implique la ruine de tout ce à quoi elle touche. »

« Dans cette situation d'aliénation du monde radicale, ni l'histoire ni la nature ne sont plus du tout concevables. Cette double disparition du monde - la disparition de la nature et celle de l'artifice humain au sens le plus large, qui inclurait toute l'histoire - a laissé derrière elle une société d'hommes, qui, privés d'un monde commun qui les relierait et les séparerait en même temps, vivent dans une séparation et un isolement sans espoir, ou bien sont pressés ensemble en une masse. Car une société de masse n'est rien de plus que cette espèce de vie organisée qui s'établit automatiquement parmi les êtres humains quand ceux-ci conservent des rapports entre eux mais ont perdu le monde autrefois commun à tous. »

### Jacques Ellul

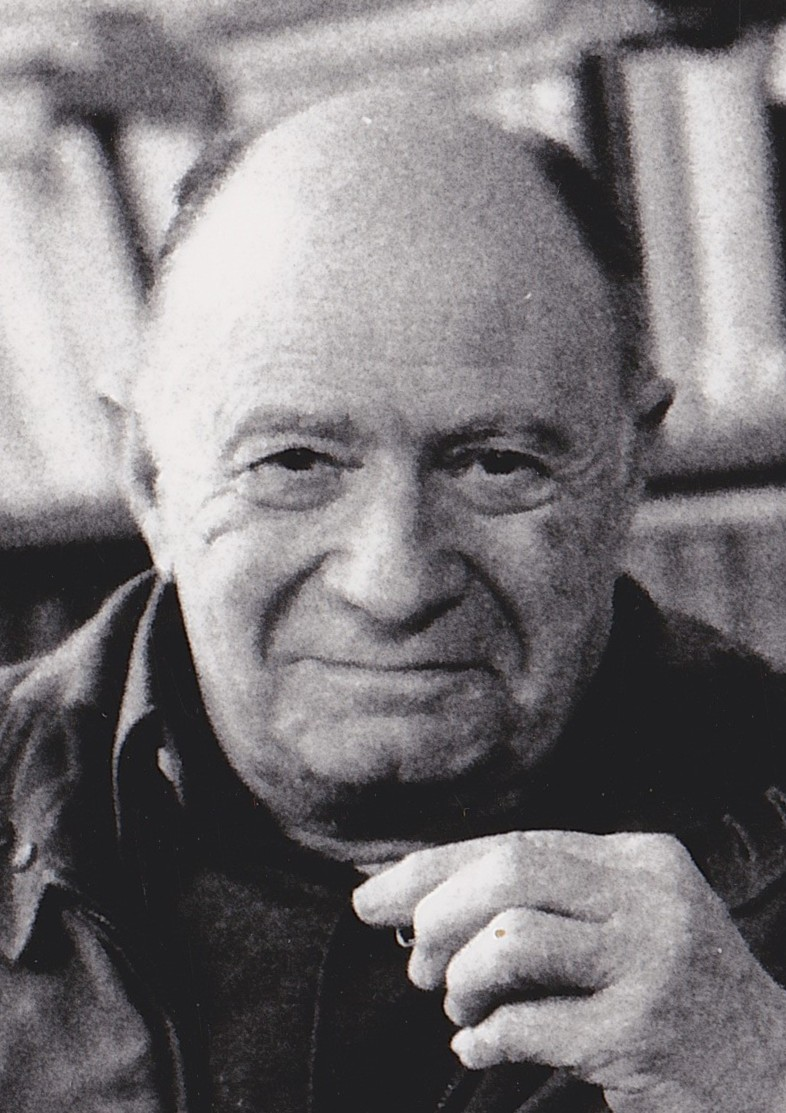
Jacques Ellul

En 1962, Jacques Ellul écrit :

« Pour que la propagande réussisse, il faut d'abord que la société réponde à un double caractère complémentaire : qu'elle soit une société individualiste et une société de masse. On a souvent l'habitude d'opposer ces deux caractères, en considérant que la société individualiste est celle où l'individu est affirmé comme une valeur au-dessus des groupes, où l'on tend à détruire les groupes qui limitent les responsabilités d'action de l'individu, alors que la société de masse est négatrice de l'individu, et le « considère comme un numéro ». Mais cette opposition est idéologique, élémentaire. En fait, une société individualiste ne peut se structurer qu'en tant que société de masse, parce que le premier mouvement de libération de l'individu consiste à rompre les micro-groupes, institution organique de la société globale. Dans cette rupture, l'individu s'affranchit bien de la famille, du village, de la corporation, de la paroisse, de la confrérie, mais pour se trouver en présence de la société globale, directement. Et, par conséquent, la collection d'individus, indépendants de structures locales vivantes, ne peut jamais être qu'une société de masse, non organiquement structurée. Réciproquement, une société de masse ne peut qu'être à base d'individus, c'est-à-dire d'hommes pris dans leur solitude et leur identité réciproque. C'est parce que l'individu a prétendu être égal à un autre individu qu'il est devenu par là-même abstrait, et que, considéré dans l'ensemble, il a été pris pour un numéro. »